# NGC 1737
NGC 1737 este o regiune h ii situată în constelația Peștele de Aur. A fost descoperită în 11 noiembrie 1836 de către John Herschel.